# Широково (Болгария)
Широково (болг. Широково) — село в Болгарии. Находится в Русенской области, входит в общину Две-Могили. Население составляет 83 человека.

## Известные жители
- Асен Хаджиолов (1903-94) — болгарский гистолог и эмбриолог.